# Jurij Illjenko
Jurij Herasymovyč Illjenko, in ucraino Юрій Герасимович Іллєнко?, in russo Юрий Герасимович Ильенко?, Jurij Gerasimovič Il'enko (Čerkasy, 18 luglio 1936 – Prochorivka, 15 giugno 2010), è stato un regista e sceneggiatore sovietico, dal 1992 ucraino.
Il suo film Belaja ptica s čërnoj otmetinoj nel 1971 ha vinto il Gran Premio al Festival cinematografico internazionale di Mosca.

## Filmografia

### Regista
- Rodnyk dlja žažduščych (1965)
- Večer nakanune Ivana Kupaly (1968)
- Belaja ptica s čërnoj otmetinoj (1971)
- Naperekor vsemu (1974)
- Mečtat' i žit' (1974)
- Prazdnik pečënoj kartoški (1979)
- Poloska neskošennych dikich cvetov (1979)
- Lesnaja pesnja. Mavka (1981)
- Legenda o knjagine Ol'ge (1983)
- Solomennje kolokola (1987)
- Lebedinoe ozero. Zona (1990)
- Molytva za het'mana Mazepu (2012)

### Direttore della fotografia
- Le ombre degli avi dimenticati (Tini zabutych predkiv), regia di Sergej Paradžanov (1964)